# Jaume Castro i Forns
Jaume Castro i Forns (Barcelona, 1964) és doctor en Química per la UB i responsable de la Comunitat de Sant Egidi des dels seus orígens a Barcelona el 1989.
Va conèixer el bisbe Joan Carrera abans que fos bisbe, quan residia a Badalona, ja que aquest participà en diverses activitats de la Comunitat de Sant Egidi. El 2013 va escriure Una vida al caire de l'Holocaust. Diàlegs amb un supervivent sobre Jaime Vándor, sobre la seva experiència a l'holocaust.
El 2016 va participar en la presentació del 31 Curs d'Estiu a la Universitat Internacional de la Pau, on va explicar l'impuls de la comunitat de Sant Egidi amb la Federació d'Esglésies Evangèliques per crear corredors humanitaris al Líban, Etiòpia i el Marroc. El mateix any va defensar que les famílies havien d'acollir refugiats.